# Johann Henrich von Seelen

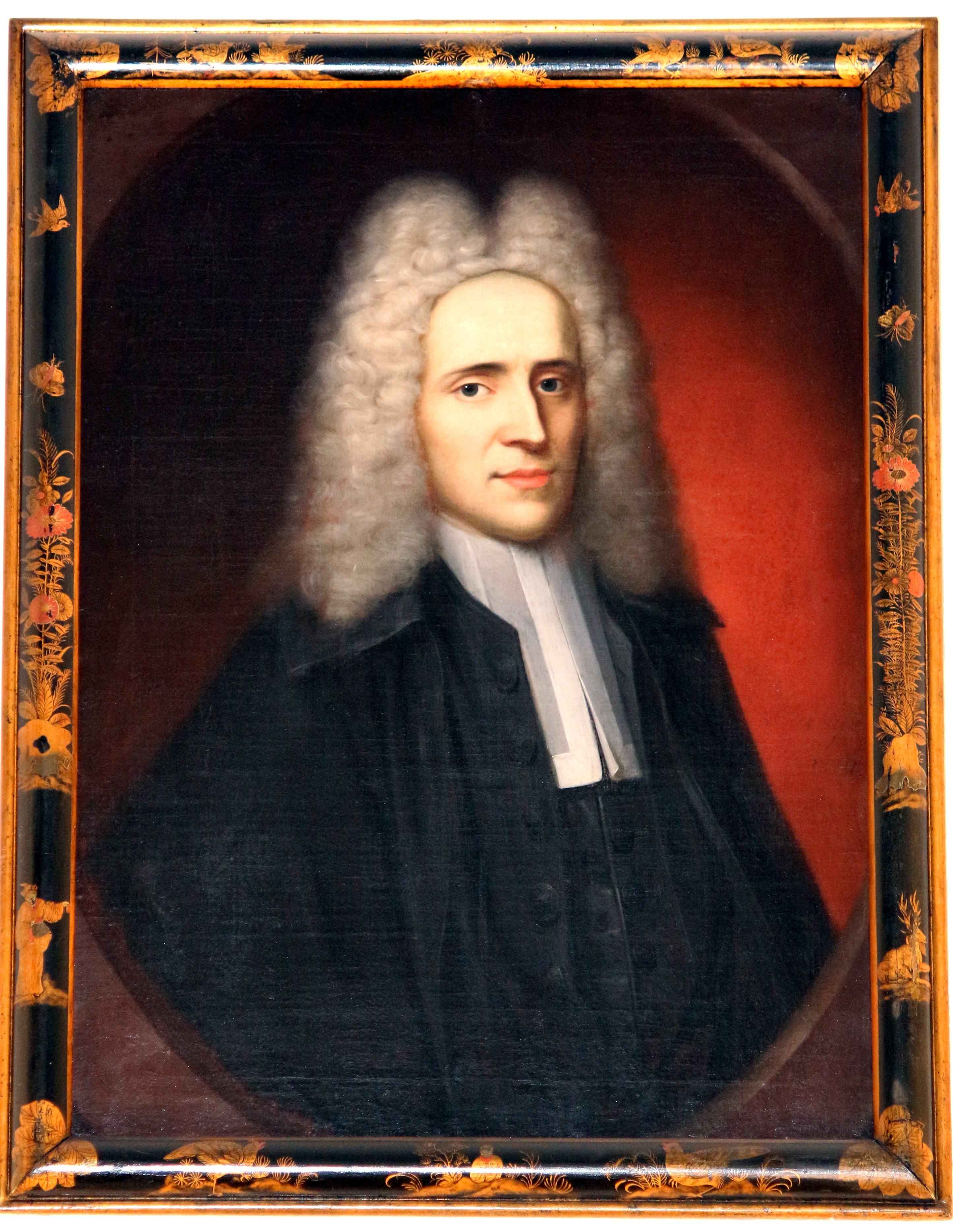
Johann Henrich von Seelen, Porträt in der Lübecker Stadtbibliothek

Johann Henrich von Seelen (auch Heinrich oder Hinrich: * 8. August 1687 in Assel; † 22. Oktober 1762 in Lübeck) war ein deutscher Theologe und Pädagoge.

## Leben
Von Seelen stammte aus einer Familie, die im 16. Jahrhundert aus den Niederlanden nach Norddeutschland gezogen war. Sein Vater Erich Zacharias von Seelen war Pastor in Assel, starb aber schon 1698. Johann Henrich besuchte das Gymnasium Athenaeum in Stade. Zu seinem Abgang erschien 1711 sein erstes Werk: Stada litterata, ein Stader Gelehrtenlexikon.
Im gleichen Jahr wurde er an der Universität Wittenberg immatrikuliert, wo er Theologie, Philosophie und orientalische Sprachen studierte. Schon 1713 wurde er als Konrektor an das Gymnasium in Flensburg berufen und zwei Jahre später als Rektor an seine Heimatschule, das Gymnasium in Stade.
Ende 1717 wurde er als Nachfolger von Enoch Schwante d. J. zum Rektor des Katharineums zu Lübeck gewählt und im Februar 1718 vom Superintendenten Georg Heinrich Götze in sein Amt eingeführt. Hier blieb er bis kurz vor seinem Tode 1762, wobei er sogar einen Ruf nach Göttingen bei der Gründung der dortigen Universität ablehnte. 1725 erhielt er an der Universität Rostock den akademischen Grad eines Baccalaureus.
In Flensburg hatte er Ursula Koch geheiratet, die 1742 in Lübeck verstarb. Anschließend heiratete er 1746 Margaretha Dorothea zum Felde († 11. Mai 1771 in Lübeck). Aus der ersten Ehe gingen 5 Söhne und eine Tochter hervor. Einer der Söhne, Erich Simon Henrich von Seelen (* 4. Oktober 1717 in Stade) wurde 1754 zum Subrektor des Katharineums gewählt, verstarb aber noch vor seinem Amtsantritt († 11. Februar 1755 in Leipzig).

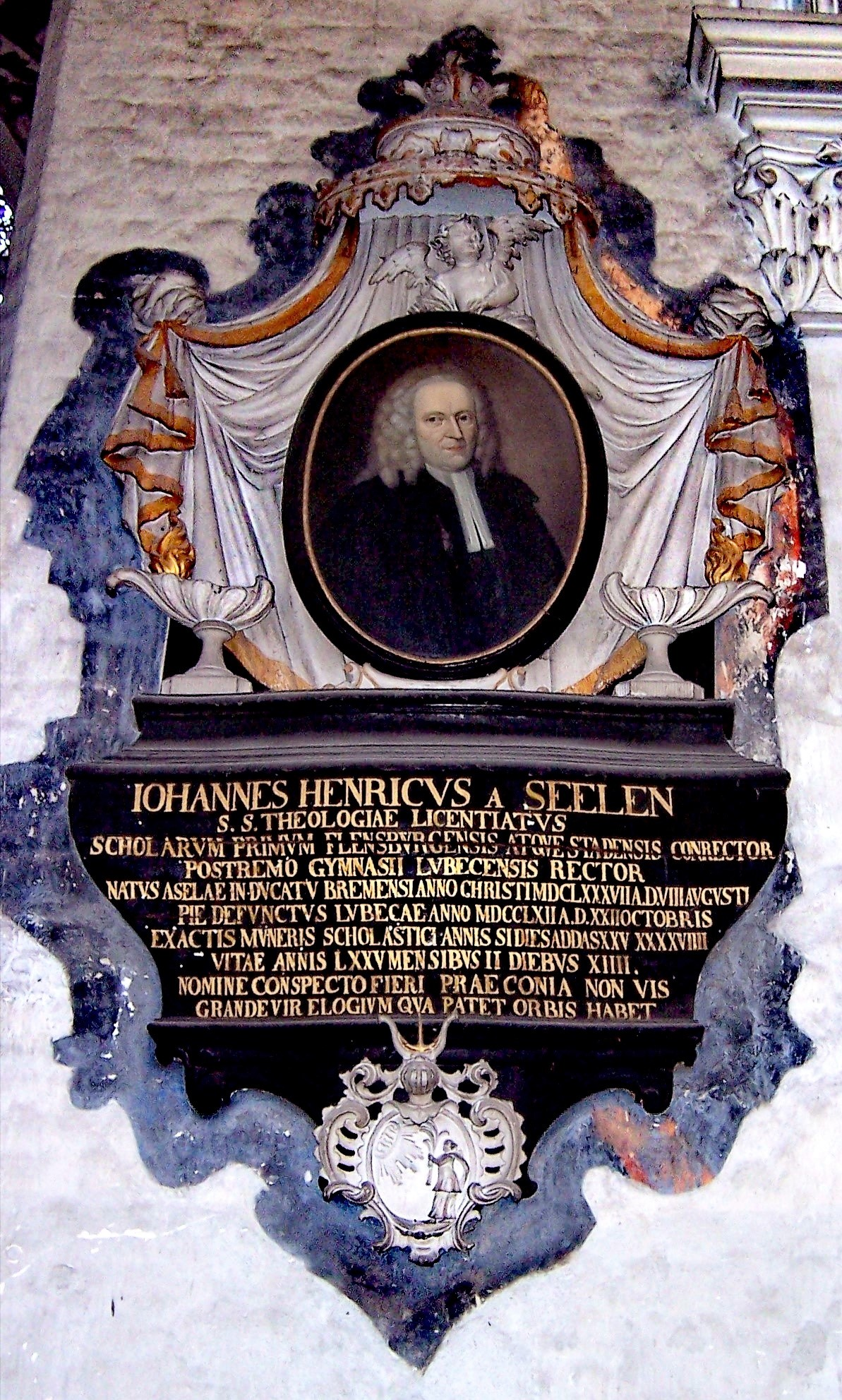
Epitaph von Seelens in der Lübecker Katharinenkirche

Johann Henrich von Seelen wurde in der Lübecker Katharinenkirche beigesetzt, wo seine Familie ihm ein beeindruckendes Epitaph im südlichen Seitenschiff setzte.

## Werk
Von Seelen war als Schriftsteller ungemein produktiv. Ein Schriftenverzeichnis nennt 419 gedruckte Schriften, die sich sowohl mit theologischen und orientalistischen als auch mit pädagogischen, lokalgeschichtlichen, biographischen, numismatischen und sogar alchemistischen Themen befassen.
Als Pädagoge reformierte er das Unterrichtswesen im Katharineum und brachte die Schule zu neuem Ansehen. Als erster beschrieb er die Geschichte der Schule.
Aus den theologischen Streitereien seiner Zeit hielt er sich heraus. Er sei daran nur unpassioniert als ein Historiker interessiert, schrieb er 1722 in einem Brief an Valentin Ernst Löscher.
Gemeinsam mit Samuel Gerhard von Melle und Heinrich Scharbau gab er eine wissenschaftliche Zeitschrift Bibliotheca Lubecensis heraus, die 1725–1732 in zwölf Bänden erschien, und war auch an der Nachfolgerin Nova Bibliotheca Lubecensis (acht Bände 1753–1757) beteiligt.

## Werke
- Stada litterata. Stade 1711

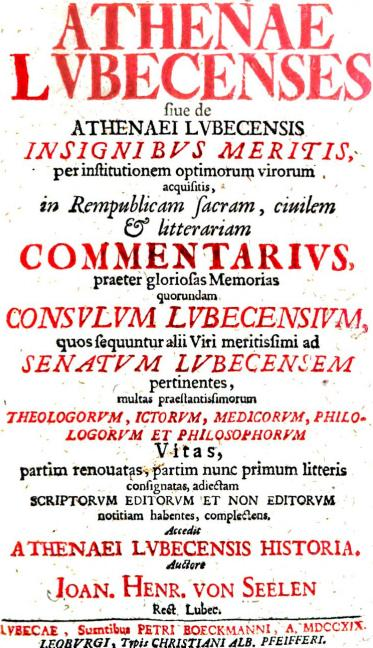
Titelblatt des 1. Bandes der Athenae Lubecenses

- Athenae Lubecenses. Petrus Boeckmann, Lübeck

Band 1, 1719 (Digitalisat)
Band 2, 1720 (Digitalisat)
Band 3, 1721 (Digitalisat)
Band 4, 1722 (Digitalisat)
- Selecta Litteraria Lübeck: Petrus Boeckmann 1726

(Digitalisat)
Digitalisat des Exemplars der Universitäts- und Landesbibliothek Sachsen-Anhalt
- Meditationes Exegetica. Band 1–3. Lübeck 1730–1737
- Historia Iacobitarum seu Coptorum … Jonas Schmidt, Lübeck 1733

Digitalisat des Exemplars der Bayerischen Staatsbibliothek
- Miscellanea, quibus commentationes varii argumenti, sacri, philologici, historici, philosophici, antiquarii, literarii, continentur. Schmid, Lübeck 1734

Digitalisat des Exemplars der Bayerischen Staatsbibliothek (aus der Bibliothek des Herzogs Friedrich August (Braunschweig-Lüneburg-Oels))
- Varia Poetica. Lübeck 1740
- Nachricht von dem Ursprung und Fortgang der Buchdruckerey in ... Lübeck, Jonas Schmidt, Lübeck 1740 (Digitalisat)
- Stromata Lutheranea. Lübeck 1741
- Bibliotheca Breitenaviana, sive Operum, librorum, scriptorum, ad omne literarum genus spectantium, editorum et ineditorum, quae … Christophorus Gensch a Breitenau … magno comparavit digessitque studio, catalogus. Praemissa est Memoria Breitenaviana. Green, Lübeck 1747 (Katalog der Bibliothek Christoph Gensch von Breitenau)

Digitalisat des Exemplars der Bodleian Library
- Nachricht von einer sehr raren zu Augspurg auf Pergament gedruckten und 1535 vollendeten Lutherischen Bibel: In einem Send-Schreiben an den Besitzer derselben, ... Jürgen Stolle ... ertheilet... Lübeck 1747

Digitalisat
- Petri Vincentii de origine, incrementis et laudibus Lubecae elegia. Lübeck 1755

Digitalisat des Exemplars der Bayerischen Staatsbibliothek
- Librorum eximiorum, scholarum titulo insignitorum, descriptorum collaudatorumque et ad rem scholasticam breviter accomodatorum ogdoas. Green, Lübeck 1755

Digitalisat des Exemplars der Bayerischen Staatsbibliothek
- (Hrsg.): Bibliotheca Lubecensis 1725–1732

1–4 (Digitalisat)
5–8  (Digitalisat)
9–12 (Digitalisat)
Weiterhin erschien 1726 von ihm eine Vorrede zu Christian von Schöneichs: Merkwürdiges Ehren-Gedächtniß von dem Christlöblichen Leben und Tode des weyland klugen und gelehrten Lübeckischen Kindes, Christian Henrich Heineken ... / ... von der Wahrheit beflissenen Feder, seines weyland gewesenen treuen Lehrers und Beförderers, unpartheyisch entworfen. Nebst einer Vorrede Herrn Johann Henrich von Seelen. Kißner, Hamburg 1726.